# Schoenoplectiella hooperae
Schoenoplectiella hooperae là loài thực vật có hoa trong họ Cói. Loài này được (J.Raynal) Lye mô tả khoa học đầu tiên năm 2003.